# Ungaliophis
Ungaliophis, rod zmiija iz porodice kržljonoški (Boidae). Postoje dvije vrste, obje iz Srednje Amerike, od Meksika na jug preko Paname do Kolumbije

## Vrste
1. Ungaliophis continentalis Müller, 1880
2. Ungaliophis panamensis Schmidt, 1933